# Thomas Roch Agniswami
Thomas Roch Agniswami SJ (* 26. März 1891 in Trichinopoly, Tamil Nadu, Britisch-Indien; † 7. Mai 1974) war Bischof von Kottar.

## Leben
Thomas Roch Agniswami trat der Ordensgemeinschaft der Jesuiten bei und empfing am 25. November 1923 das Sakrament der Priesterweihe.
Am 5. Januar 1939 ernannte ihn Papst Pius XI. zum Bischof von Kottar. Papst Pius XII. spendete ihm am 29. Oktober desselben Jahres die Bischofsweihe; Mitkonsekratoren waren der Sekretär der Kongregation für die Verbreitung des Glaubens, Kurienerzbischof Celso Costantini, und der Apostolische Vikar von Uganda, Henri Streicher MAfr.
Er nahm an allen vier Sitzungsperioden des Zweiten Vatikanischen Konzils als Konzilsvater teil.
Am 23. November 1970 nahm Papst Paul VI. das von Thomas Roch Agniswami aus Altersgründen vorgebrachte Rücktrittsgesuch an.